# 普請下奉行
普請下奉行（ふしんしたぶぎょう）は、江戸時代の幕府の役職の1つ。普請方下奉行とも。普請奉行の支配下で、江戸城中の席次は焼火の間前廊下席。100俵高で役扶持は10人扶持。御手当金として8両が下された。布衣以下で御目見以上。安永8年（1775年）8月に手当金8両が定められる。
明和5年（1768年）9月5日に、道奉行の廃止に伴い創設。定員2名。それまで道奉行が管轄していた上水や道方に関する役務が普請奉行の所管となった際に、加役として分掌させたのが始まりである。当初は上水方道方下奉行と称した。普請奉行の補佐のほか、江戸城下町の武家や町などからの届け出を受けて道や橋の普請現場に出張し、監督した。
安政5年（1858年）に下奉行助1人を設置。文久2年（1862年）、普請奉行廃止により作事奉行支配下に移る。慶応2年（1866年）12月、屋敷改廃止により、その職務を引き継ぐ。